# Emina Jahović
Emina Jahović Sandal, cyr. Емина Јаховић Caндaл, znana również jako Emina Türkcan (ur. 15 stycznia 1982 w Novim Pazarze) – serbska wokalistka popowa.
Żona tureckiego piosenkarza Mustafy Sandala. Ma z nim syna. Jej starszy brat (Mirsad Türkcan) jest koszykarzem reprezentacji Turcji.

## Dyskografia
Albumy
- Tačka (2002)
- Radije ranije (2005)
- Exhale (2008)
- Vila (2009)

Single
- „Tacka” (2002)
- „Osmi DAN” (2002)
- „Uzalud se budim” (2003)
- „Tvoja greška” (2005)
- „Da’l ona zna” (2006)
- „Nije vise tvoja stvar” (2006)
- „Pola ostrog noza” (2006)
- „Cool Žena” (2007)
- „Exhale” (2008)
- „Još ti se nadam” feat. Sasa Kovacevic (2008)
- „Pile Moje” (2009)
- „Med” feat. Dino Merlin (2009)
- „Ti kvariigro” (2010)